# Рокавивара
Рокавивара (итал. Roccavivara) је насеље у Италији у округу Кампобасо, региону Молизе.
Према процени из 2011. у насељу је живело 739 становника. Насеље се налази на надморској висини од 680 м.

## Становништво
| 1931. | 1936. | 1951. | 1961. | 1971. | 1981. | 1991. | 2001. | 2011. |
| ----- | ----- | ----- | ----- | ----- | ----- | ----- | ----- | ----- |
| 1.494 | 1.529 | 1.667 | 1.615 | 1.506 | 1.526 | 1.048 | 954   | 840   |